# Džafar Panahí

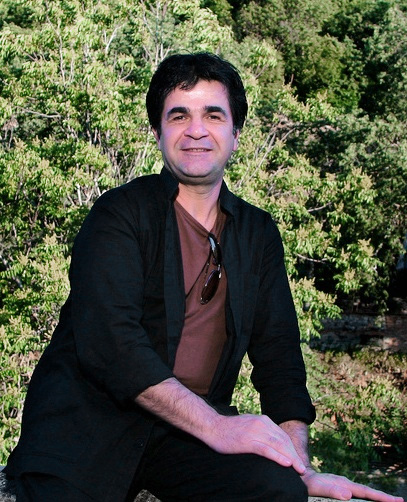
Džafar Panáhí na fotografii z roku 2007

Džafar Panáhí (persky جعفر پناهی), * 11. července 1960) je jeden z nejvýznamnějších íránských režisérů. Mezi ocenění, která získal, patří Zlatý lev z Benátského filmového festivalu (Kruh) a Stříbrný medvěd z Berlínského mezinárodního filmového festivalu (Ofsajd).
V červenci 2022 byl zatčen a převezen do věznice Evín, kde si odpykává šestiletý trest vězení. K němu byl odsouzen již v roce 2010, ale později byl podmínečně propuštěn.

## Filmy
Panáhí získal v deseti letech cenu za svůj literární debut, po dokončení školy se zúčastnil války s Irákem jako frontový kameraman, působil jako asistent režie, jeho prvním filmem byl Bílý balónek (1995), jednoduchý příběh o novoročních oslavách z pohledu dětí, který byl oceněn na festivalu v Cannes. Ve filmu Kruh (2000) se zabývá postavením ženy v íránské společnosti, dotýká se i tématu potratů. Film Ofsajd (2006) zobrazuje skupinu dívek, které se snaží proniknout na fotbalový stadion při důležitém mezistátním utkání s Bahrajnem (v Íránu nesmějí ženy sledovat sportovní soutěže, v nichž vystupují muži). V roce 2001 byl Panáhí členem poroty Mezinárodního filmového festivalu v Karlových Varech.

## Uvěznění
Po porážce tzv. zelené revoluce v roce 2009 byl Džafar Panáhí zatčen a za pokus nafilmovat protivládní protesty odsouzen k šesti letům vězení a dvacetiletému zákazu činnosti. Proti tomuto rozhodnutí protestovalo mnoho filmařů, jako Martin Scorsese, Steven Spielberg nebo Abbás Kiarostamí – autor scénáře k Bílému balónku, Panáhí mu také asistoval při filmu Pod olivovníky. V květnu 2010 byl Panahí podmínečně propuštěn.
Na programu Berlinale 2013 se objevil snímek Pardé (Zatažený závěs) jeho a jeho íránského kolegy Kamboziyy Partovi. Tento film pojednává o příběhu skrývajícího se muže, který chová psa, což je v Íránu zakázané. Filmem autoři líčí peklo samoty, tak strach i stres, které pronásledovaný člověk zažívá. Vzhledem k zákazu tvorby pro Panáhího byl film natočen uvnitř vily – domácího vězení. Oba tvůrci v něm hráli, spolu s nimi několik dalších herců. Film byl na závěr festivalu oceněn Cenou za nejlepší scénář.
V červenci 2022 byl Panahí znovu zatčen poté, co se šel na úřady dotázat po osudu vězněného íránského režiséra Mohammada Rasúlofa. Soud nařídil, že si musí odpykat dřívější šestiletý trest. Panahí je držen v obávané věznici Evín.

## Ocenění
- 2011 – Pořadatelé festivalu v Cannes 2011 se rozhodli udělit Džafaru Panáhímu za jeho statečnost cenu Zlatý kočár.[9]
- 2012 – Sacharovova cena za svobodu myšlení [10]